# Karl Martin Menten

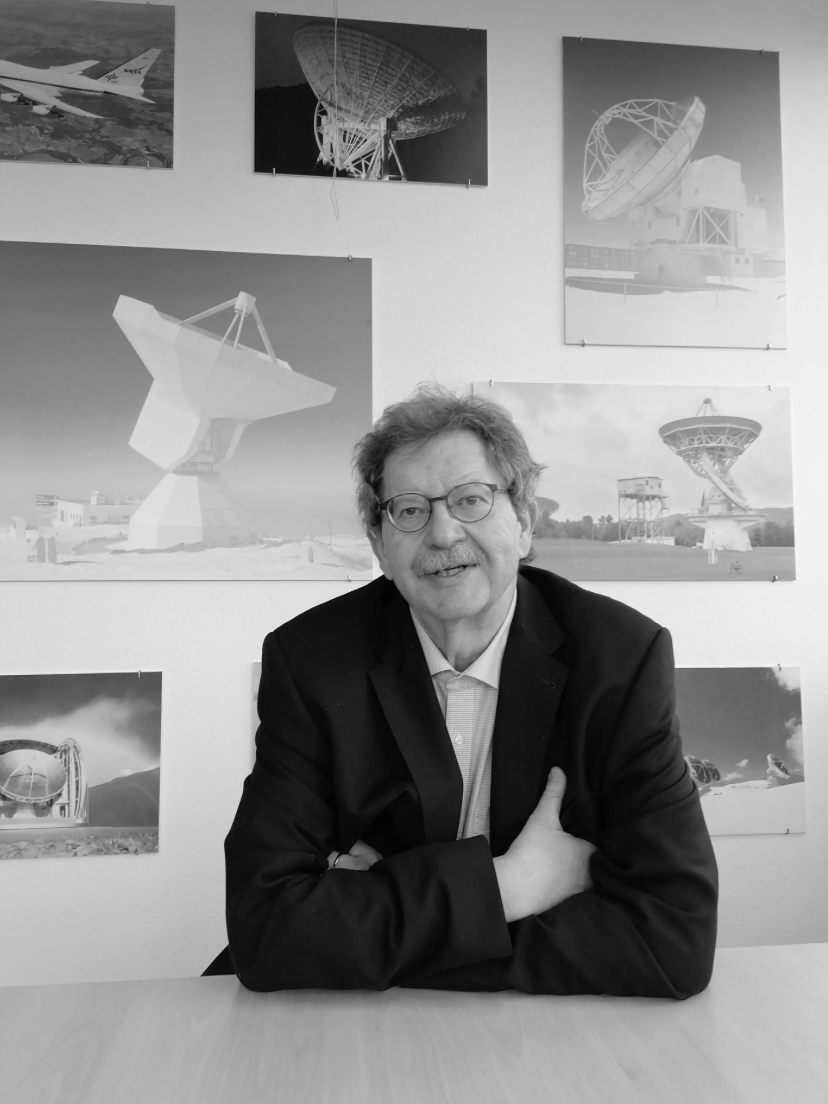
Karl Menten

Karl Martin Menten (* 3. Oktober 1957 in Briedel; † 30. Dezember 2024) war ein deutscher Radioastronom. Bis zu seinem Tod war er Direktor für Millimeter- und Submillimeter-Astronomie am Max-Planck-Institut für Radioastronomie (MPIfR) in Bonn.

## Biografie
Menten studierte nach dem Wehrdienst ab 1977 an der Universität Bonn Physik mit dem Diplom-Abschluss in Radioastronomie 1984 und der Promotion 1987 über Methanol in unserer Galaxie (Interstellar Methanol towards Galactic HII Regions), wobei er mit dem Radioteleskop Effelsberg arbeitete. Als Post-Doktorand war er am Harvard Smithsonian Center for Astrophysics in Cambridge (Massachusetts). Er blieb dort und wurde 1992 Radio Astronomer am Smithsonian Astrophysical Observatory, 1995 Lecturer in Astronomie in Harvard und 1996 Senior Radio Astronomer. 1991 entdeckte er dort starke Signale von Methanolmasern in Sternentstehungs-Gebieten und entwickelte daraus eine Methode zur Untersuchung der Entstehung massereicher Sterne. Außerdem konnte er mit dem VLBA aus hochaufgelösten Bildern der Verteilung dieser Maser Informationen über Struktur und Dynamik unserer Galaxie gewinnen. Im Jahr 1996 wurde er Direktor der mm- und sub-mm-Astronomie am MPIfR in Bonn und 2008 bis 2013 dessen geschäftsführender Direktor. 2000 wurde er auch Honorarprofessor an der Universität Bonn und 2001 Mitglied der Mathematisch-Naturwissenschaftlichen Fakultät.
Er befasste sich unter anderem mit der Bildung von Sternen großer Masse aus Gaswolken, chemischen Vorgängen in diesen Gaswolken, astrophysikalischen Masern und Lasern, radioastronomischen Bildern von Protosternen, jungen Sternen (auch in der Frühphase des Universums) und Gaswolken-Hüllen von Sternen im Spätstadium ihrer Entwicklung, dem Zentrum unserer Galaxie und anderer Galaxien, interstellarem Gas/Staub und dessen Bildung auf kosmologischem Maßstab und Gravitationslinsen. Er bezeichnete sein Forschungsfeld als Molekülastronomie und sein Vortrag anlässlich des Jansky Preises lautete dementsprechend Tuning in to the molecular universe.
Neben dem Effelsberg-Radioteleskop des MPIfR benutzte er unter anderem das Pico del Veleta Teleskop des Institut für Radioastronomie im Millimeterbereich (IRAM), das Very Large Array (VLA) und Very Long Baseline Array (VLBA) des NRAO.
Ab 2001 war er Initiator und Principal Investigator am Atacama Pathfinder Experiment (APEX), für das ein großer Teil der Instrumentierung vom MPIfR stammte. Auch am im Jahr 2014 in Betrieb genommenen ALMA in der Atacama-Wüste war er beteiligt.
2003 erhielt er mit Frank Bertoldi und Ernst Kreysa den Philip Morris Forschungspreis für große Bolometer-Empfänger für die (sub)-mm-Astronomie. 2007 hielt er als erster Deutscher die Karl G. Jansky Lecture des NRAO. 2009 erhielt er einen Advanced Investigator Grant des European Research Council für das Glostar Projekt (Global view of star formation in the Milky Way).
1991 war er Gastwissenschaftler am Caltech. Ab 2001 war er Mitglied der Nordrhein-Westfälischen Akademie der Wissenschaften, ab 2004 Mitglied der Leopoldina und ab 2012 Ehrenmitglied der Royal Astronomical Society. Am 30. Dezember 2024 starb er im Alter von 67 Jahren.